# Gonzalo Winter

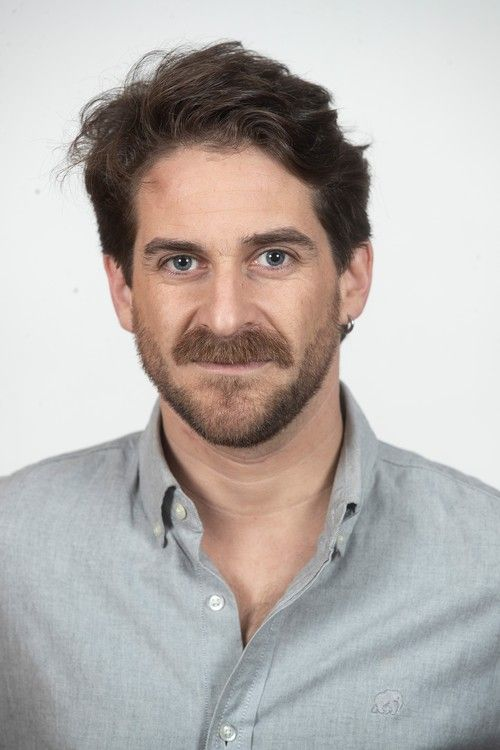

Gonzalo Rodolfo Winter Etcheberry (* 6. Januar 1987 in Santiago de Chile) ist ein chilenischer Jurist und Politiker von der Partei Frente Amplio. Seit März 2018 ist er Abgeordneter der Republik und vertritt den 10. Wahlbezirk, der zur Metropolregion Santiago gehört.

## Frühes Leben und Ausbildung
Er wurde am 6. Januar 1987 in Santiago de Chile geboren. Er ist Sohn von Jaime Winter Garcés und María Elena Etcheberry Court, die während der Regierung von Präsident Eduardo Frei Ruiz-Tagle Superintendentin der Isapres war.
Er besuchte das Colegio Verbo Divino in Santiago und machte dort 2005 seinen Abschluss. 2006 begann er ein Jurastudium an der Fakultät für Rechtswissenschaften der Universität von Chile. Am 9. Oktober 2020 wurde er als Anwalt vereidigt.

## Politische Laufbahn
Im Jahr 2008 beteiligte er sich aktiv an der Koordinierenden Versammlung der Sekundarschüler (ACES). Er gehörte zur Gründungsgruppe von Creando Izquierda, einer Gruppe, die zum Sieg von Gabriel Boric bei den Wahlen zur Präsidentschaft der Studentischen Föderation der Universität von Chile im Jahr 2012 beitrug.
Im Jahr 2013 war er Direktor des Studienzentrums der Studentischen Föderation der Universität von Chile, einer Gruppe, die Wissen im Zusammenhang mit der sozialen Bildungsbewegung generierte. Später war er von 2014 bis 2018 als parlamentarischer Berater tätig.
2016 war er Teil der nationalen Führung der Autonomistischen Bewegung (MA).
Im Jahr 2017 wurde er von seiner politischen Basis nominiert, um sie im Bündnis Frente Amplio (FA) als Kandidat für das Abgeordnetenamt im neuen 10. Wahlbezirk zu vertreten. Er wurde für die Legislaturperiode 2018 bis 2022 gewählt und erhielt 5.238 Stimmen. Das Frente Amplio erreichte 34,91 % der Stimmen, zusammen mit dem Abgeordneten Giorgio Jackson und der ehemaligen Revolución-Democrática-Abgeordneten Natalia Castillo.
Am 11. März 2018 trat er sein Amt als unabhängiger Abgeordneter an. Er ist Mitglied der ständigen Ausschüsse für Bildung, Wohnungsbau und Stadtentwicklung sowie für Nationale Güter, außerdem des Ausschusses für Internes Regime und Verwaltung. Zudem nimmt er an Untersuchungskommissionen teil, etwa zu Finanzgeschäften zwischen Bancard Inversiones Ltda. und Offshore-Unternehmen sowie zu Handlungen öffentlicher Institutionen im Zusammenhang mit der Situation der Universidad del Pacífico, wo er den Vorsitz der Kommission innehatte.